# Stuntman: Ignition
Stuntman: Ignition é um jogo eletrônico de corrida de ação-aventura lançado em 2007 para as plataformas PS2, PS3 e XBOX 360. Nesta game, o jogador encarna um dublê e dá vida às cenas de ação automobilística mais perigosas do cinema.
O jogo é uma continuação do Stuntman, do PS2, e foi teve como desenvolvedora a empresa Paradigm Shift e como distribuidora a THQ

## O Jogo
| “ | "Every mangled mass of steel has a story to tell. (Cada massa desfigurada de aço tem uma história para contar.) A tale of speed, guts, talent, style and a driver willing to risk it all to create Hollywood's greatest moments. (Um conto de velocidade, coragem, talento, estilo e um motorista disposto a arriscar tudo para criar grandes momentos de Hollywood.)" | ” |

Stuntman: Ignition é um jogo de corrida desenvolvido pela Paradigm Ent. que tem o diferencial de, em vez de colocar o jogador em uma corrida normal com adversários ordinários, posiciona-o na pele de aspirante a dublê de filmes de ação.

### Sinopse
| “ | Mergulha no excitante papel de um dublê de Hollywood em Stuntman: Ignition, e domina as acrobacias dos carros em cenas mais espetaculares e perigosas jamais filmadas. Como novo dublê de Hollywood, terás de te elevar ao estrelato combinando manobras perigosas com uma execução perfeita para desbloqueares filmes de sucesso de orçamento pomposo e contratos publicitários lucrativos. Cria magia cinematográfica em 6 filmes temáticos em 36 trajetos diferentes de acrobacias com mais de 25 veículos, ou leva a ação online para desafiares dublês rivais no derradeiro confronto de bastidores. | ” |

### Modo Career
O modo Career divide-se em seis filmes ficcionais, com seis "takes" (cenas) cada um. Os filmes são sempre sátiras de produções famosas, tipo 007, Batman, Mad Max, etc, e, além deles, há comerciais a serem feitos e exibições em arena

#### Filmes e "Takes"
| Filme                       | Lançamento   | Paródia (Filmes Reais)                       | Sinopse | Nome das Cenas | Veículos Usados (Modelo) |
| --------------------------- | ------------ | -------------------------------------------- | --- | --- | --- |
| Aftershock                  | 2008         | O Inferno de Dante e Volcano                 | Aftershock é um longa-metragem de orçamento caprichado que foi filmado em um pequeno vilarejo que se desenvolveu na base de um vulcão até então adormecido, a noroeste do Pacífico. Em um dia normal e sem aviso algum, o vulcão entra em erupção e um grande desastre se torna iminente. Pedras gigantes incandescentes caem do céu, fissuras enormes se abrem no asfalto e rios de lava se formam causando caos no pacato vilarejo. Seu trabalho aqui será atuar no lugar de um grupo de amigos que tenta escapar com vida do desastre. | - Cena1:Rain of Terror - Cena2:Lava Flow - Cena3:Volcano Climber - Cena4:Earth Shake - Cena5:First Tremor - Cena6:Escape                         | - Cena1: Carro (R3000) - Cena2: Carro (R3000) - Cena3: Moto (1989 Suzuki's RM 250 Motocross) - Cena4: Moto (1989 Suzuki's RM 250 Motocross) - Cena5: Caminhonete (1986 Chevrolet Silverado) - Cena6: Carro de polícia (1995 Chevrolet Caprice)                                 |
| Whoopin’ and a Hollerin’ II | 2008         | Os Gatões                                    | Whoopin’ and a Hollerin’ II é a seqüência do longa de ação e comédia que conta a história de dois caipiras dispostos a tudo para salvar a fazenda de sua família. A dupla irá participar de rachas pela cidade, tentará prender ladrões de banco para receber a recompensa e importunará o xerife local com um comportamento selvagem. | - Cena1:Moonshine Run - Cena2:Grab ‘n’ Go - Cena3:Mail Run - Cena4:Runnin’ Late - Cena5:Ridge Runners Race - Cena6: Junkyard Heist               | - Cena1: Carro-monstro (Dodge WM300) - Cena2: Furgão (Ford F-800) - Cena3: Moto (KTM 300 EXC) - Cena4: Carro (1969 Dodge Charger) - Cena5: Carro (1969 Dodge Charger) - Cena6: Carro (1969 Dodge Charger)                                                                      |
| Strike Force Omega          | Desconhecido | Soldados da Fortuna e Megaforce              | Strike Force Omega é uma superprodução com temática militar à moda Esquadrão Classe A. Seus personagens fazem parte de um grupo de operações especiais patrocinados pelos Estados Unidos – não oficialmente – que investiga a existência de poderosas armas escondidas em antigas bases soviéticas, em alguns locais isolados do Quirguistão. Com a queda do comunismo, essas bases foram esvaziadas, mas os EUA descobriram que elas novamente estão sendo usadas como depósito para mísseis e outras armas e que um grupo de mercenários pretende se aproveitar da fragilidade do governo do Quirguistão para reativar essas bases. Cabe ao esquadrão Strike Force Omega eliminar essa problema ou morrer tentando. | - Cena1:Scud Run - Cena2:Unsung Hero - Cena3:Dogs of War - Cena4:Ambushed Escort - Cena5:Behind Enemy Lines - Cena6:Final Conflict               | - Cena1: Caminhão com uma ogiva gigante (Peterbilt 351) - Cena2: Moto - Cena3: Bugre - Cena4: Carro Blindado (Hummer HX) - Cena5: Carro Blindado (Hummer HX) - Cena6: Carro Blindado (Hummer HX)                                                                               |
| Overdrive                   | Desconhecido | Bullitt e Starsky & Hutch - Justiça em Dobro | Uma São Francisco dos anos 70 é o cenário de Overdrive, um thriller policial repleto de carros esportivos, saltos impressionantes e muita ação. A estrela do filme é Stone, um policial determinado a acabar com o chefão das drogas conhecido como Vargas. Em sua caçada sem leis, Stone transforma a cidade inteira em um verdadeiro campo de batalha regado a muitas perseguições em alta velocidade. No fim, os dois terminam frente a frente para um duelo em que dois homens entram, um homem sai. | - Cena1:Big Red - Cena2:Take Out - Cena3:Busted - Cena4:Kill Stone - Cena5:Snitch - Cena6:Chaser                                                 | - Cena1: Caminhão de bombeiro (1979 American LaFrance Pumper) - Cena2: Carro de polícia (Claudine) - Cena3: Moto (Harley-Davidson Night Rod Special) - Cena4: Carro de polícia (Claudine) - Cena5: Moto (Harley-Davidson Night Rod Special) - Cena6: Carro (2002 Ferrari Enzo) |
| Never Kill Me Again         | Desconhecido | 007 - Um Novo Dia para Morrer                | No melhor estilo 007, Never Kill Me Again o transporta para uma superprodução regada a lindas mulheres, armas, carrões equipados e espiões do governo. Desta vez o agente Crown – altamente condecorado pelo serviço de espionagem – terá de se infiltrar em território inimigo e roubar o protótipo de um poderoso hovercraft armado com mísseis de cruzeiro e um dispositivo antiradar que o torna a arma perfeita para lançar mísseis no Pacífico sem ser percebido. Crown deve fazer tudo isso sem perder o protótipo ou a própria vida na missão, coisa rotineira na vida de superagentes do governo. | - Cena1:Mountain Climb - Cena2:Base Brawl - Cena3:On Ice - Cena4:The Hunt - Cena5:Outage - Cena6:Hover Crash                                     | - Cena1: Moto (Ducati Monster) - Cena2: Carro (Aston Martin V8 Vantage) - Cena3: Carro (Aston Martin V8 Vantage) - Cena4: Carro (Ascari A10) - Cena5: Carro (Aston Martin V8 Vantage) - Cena6: Hovercraft                                                                      |
| Night Avenger               | Desconhecido | Filmes do Batman                             | Rica, poderosa e corrupta, a cidade de Darkdom é conhecida como um lugar que serve de abrigo para criminosos, mas isso está prestes a mudar. Uma nova força do bem emergiu das sombras para fazer justiça e livrar a cidade da tirania dos vilões locais. Mas ele irá enfrentar o crime sozinho, lutando solitário contra a injustiça? E, mais importante, ele irá sobreviver às armadilhas do inescrupuloso Big Top? As respostas em breve, em um cinema perto de você! | - Cena1:Enter the Avenger - Cena2:Underground Hijinx - Cena3:Clowning Around - Cena4:The Clown’s Night - Cena5:Rabbit Hole - Cena6:Fun and Games | - Cena1: Moto (Criada para o jogo) - Cena2: Moto (Criada para o jogo) - Cena3: Carro (Allard K1 Roadster) - Cena4: Carro (Allard K1 Roadster) - Cena5: Carro (Criado para o jogo) - Cena6: Carro (Criado para o jogo)                                                          |

#### Odd Jobs (Comerciais)
1 - Stunt City Fire

2-  Comercial de Carro - Venus Vexation

3 - Stunt City Team

4 - Armor All Commercial

5 - Stunt City Ice

6 - Delivery Commercial

### Multiclash
O Multiclash, como o nome sugere, é o modo multiplayer, que suporta até quatro jogadores em modo local (offline) e oito online. São duas variações: Battle, que nada mais é que uma disputa pela maior pontuação, completando um certo número de voltas, enquanto Race é uma corrida na qual as manobras rendem doses de nitro. Completa o cardápio de opções um editor que permite montar suas próprias cenas em uma arena.

## Críticas
| Fonte           | Data       | Plataforma    | Nota |
| --------------- | ---------- | ------------- | ---- |
| Gamer 2.0       | 07/09/2007 | Xbox 360      | 77   |
| GameZone        | 07/09/2007 | Xbox 360      | 72   |
| Game Captain    | 09/09/2007 | PlayStation 2 | 80   |
| videogamer.com  | 11/09/2007 | PlayStation 3 | 80   |
| Gamesmania.de   | 14/09/2007 | PlayStation 3 | 78   |
| Play.tm         | 21/09/2007 | Xbox 360      | 72   |
| Game Chronicles | 22/09/2007 | PlayStation 3 | 86   |
| games xtreme    | 23/09/2007 | Xbox 360      | 85   |
| Jeuxvideo.com   | 26/09/2007 | PlayStation 3 | 80   |
| V2.fi           | 05/10/2007 | Xbox 360      | 72   |